# Textus Roffensis

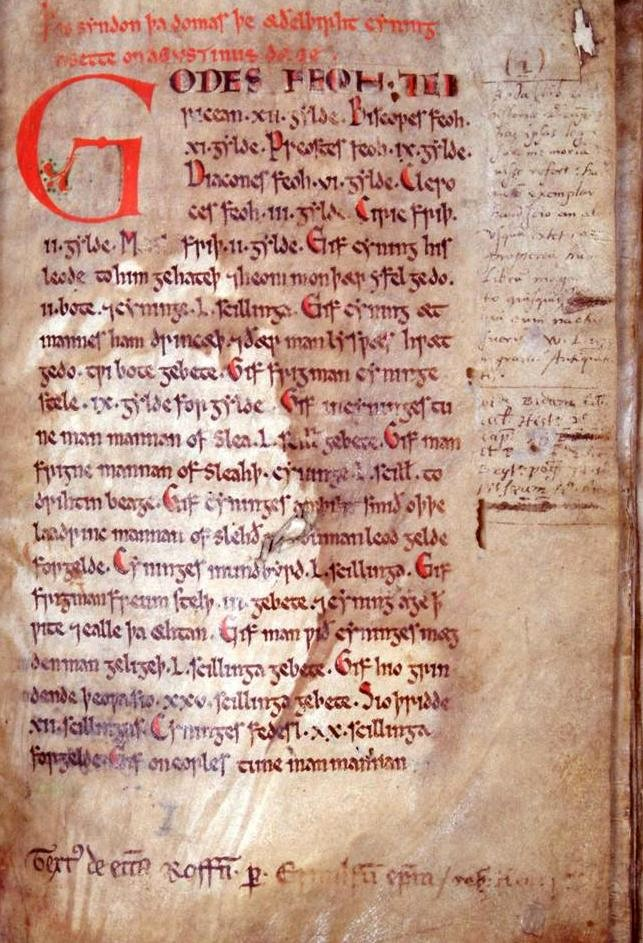
Primer folio del Textus Roffensis. De la Biblioteca de la catedral de Rochester, manuscrito A.3.5. Actualmente, conservado en el Centro de estudios Medway.

El Textus Roffensis o Textus de Ecclesia Roffensi per Ernulphum episcopum [Libro para la Iglesia de Rochester del obispo Ernulfo] son, en realidad, dos libros distintos, escritos al mismo tiempo, entre 1122 y 1124. Los dos libros fueron reunidos alrededor del año 1300. Se cree que fueron escritos por un solo escriba.
La primera parte contiene legislación anglosajona, entre otros un código de leyes del rey Ethelberto de Kent (ca. 560-616) y una copia de la carta de coronación de Enrique I de Inglaterra en 1100. La segunda parte se compone de los registros más antiguos (o más precisamente de un cartulario) de la catedral de Rochester. Esta colección de documentos legales que detallaba las leyes del rey Guillermo I de Inglaterra y llevaba el registro de la propiedad de la tierra, como el Domesday Book. Está fechado alrededor del 1125. El origen de los documentos se encuentra en parte o del todo en la literatura anglosajona.
Fue compilado en Rochester durante el obispado de Ernulfo. Incluye un registro de tratados reales y donaciones a la catedral de Rochester, de las cuales sobreviven copias independientes. A lo largo de los siglos, ambos libros han sido recuperados en varias ocasiones y han estado custodiados en varios lugares. Actualmente, es conservado en el Centro de Estudios de Medway en Rochester (Kent).

## Galería

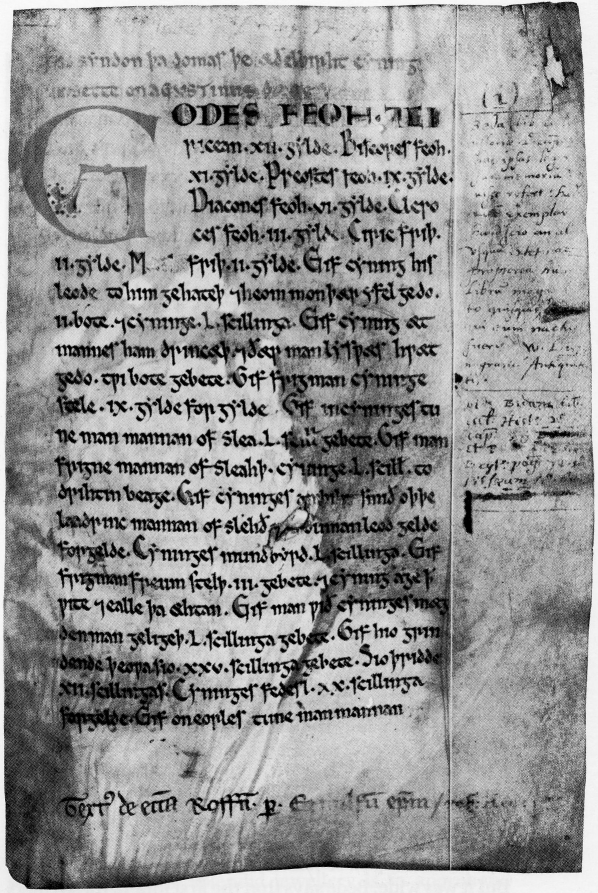